# Settimia Caccini
Settimia Caccini (6 de outubro de 1591 - cerca de 1638, Itália) foi uma famosa cantora e compositora italiana durante o século XVII, foi uma das primeiras mulheres a ter uma carreira de sucesso na música. Caccini era respeitada pelo seu trabalho artístico e técnico como música. Ela era de uma família de compositores e cantores conhecidos, como o pai Giulio Caccini e a irmã Francesca Caccini. Settimia Caccini era menos conhecida como compositora porque nunca publicou sua própria colecção de obras. No entanto, nove obras em dois manuscritos de canções seculares, são lhe atribuídas. Settimia era muito mais conhecida pelo seu talento como cantora, tendo actuado para a nobreza a solo e acompanhada. Vinda de uma família musical, ela foi capaz construir uma carreira e criar a sua própria fama e sucesso.

## Vida
Settimia Caccini nasceu a 6 de outubro de 1591, em Florença, Itália. O seu pai era um compositor famoso e popular, pioneiro na música monódica, é com ele que desde pequena aprende música e composição. A sua mãe, Lucia Gagnolanti, também era cantora, mas morreu quando Caccini era pequena. Era a filha mais nova de três filhos. A sua irmã Francesca tornou-se uma compositora de renome e o seu irmão mais velho, Pompeo Caccini era cantor. Crescer em uma família de músicos, levou-a a aprender e dominar a música desde muito nova e a prosseguir uma carreira musical seguindo as pisadas da tradição familiar.
Seu pai, Giulio, era empregado da família Medici, que governava grande parte de Florença. Giulio incluiu a sua família no seu trabalho formou uma banda familiar de cantores. Enquanto trabalhava para os Medici, Giulio ficou a conhecer o concerto delle donne, um grupo de cantoras profissionais contratadas pela corte de Ferrara. Presume-se que Giulio as terá persuadido a ensinarem suas filhas a cantarem como elas. Ele queria que elas aprendessem a cantar em conjunto e não a solo como era popular na altura, o resultado   ficou conhecido como Il Concerto Caccini . Settimia e Francesca eram ambas sopranos. Em 1600, as irmãs cantaram na ópera do pai, Il rapimento di Cefalo, representada no casamento de Maria de Medici e Henrique IV da França.
As duas irmãs enquanto crescem têm vidas muito parecidas, tocavam juntas, aprendiam a cantar e a compor músicas em conjunto no teatro Medici. Mas acabariam por seguir diferentes caminhos, cada qual com a sua própria carreira musical. Settimia ficou famosa como artista a solo em 1608, quando foi para Mântua, onde cantou como soprano o papel de Vénus, na ópera L'Arianna de Monteverdi. Durante toda sua vida, foram lhe feitas várias propostas de casamento e ofertas de emprego. Uma delas era para trabalhar para a corte de Mântua e outra para ir para Roma trabalhar com Enzo Bentivoglio, ambas foram recusadas por ela. Em 1609, casou-se com o cantor e compositor nascido em Lucca, Alessandro Ghivazzani (1572-1632) e ambos começam a trabalhar para os Medici. Em 1611 eles deixam a corte Médici e no ano seguinte mudam-se para Mântua para servir na corte da família Gonzaga, ficam lá até à morte de Ghivazzani em 1632.
Após a morte de Ghivazzani, Settimia regressa a Florença. Em 1636 está de novo na corte dos Medicii, permanecendo até à sua morte que terá ocorrido entre 1638 a 1640. A incerteza quanto à data da sua morte deve-se ao facto de existirem documentos judiciais em que o nome dela aparece até 1660, mas geralmente se supõe que se refira à filha.

## Carreira e trabalhos
Settimia é conhecida pelas suas interpretações de árias de outros compositores e por ser a estrela em óperas. Ela era uma cantora famosa e respeitada por seus contemporâneos. Ela embora tenha sido uma compositora activa desde tenra idade, mas nenhuma das suas composições foi publicada por ela ou enquanto estava viva. A maioria das peças que ela escreveu são consideradas como perdidas pelos historiadores. Em 1611, quando tinha 20 anos, compôs sua própria peça para o Mascherate delle Ninfe della Senna, um dos muitos carnavais de máscaras de Veneza. Passou a maior parte da sua carreira a actuar para a alta nobreza e para a realeza, nomeadamente para o rei de França, Henrique IV, para quem cantou com a sua irmã quando eram novas.
Em 1613, trabalhou na corte do duque Ferdinando Gonzaga, da poderosa familia Gonzaga em Mântua. Há testemunhos de que era bastante apreciada como demonstra o elevado salário que recebia. De seguida o casal foi trabalhar para Parma ao serviço do Cardinal Farnese. Em 1628 Monteverdi procura-a em Parma e ela interpreta algumas das suas composições, nomeadamente Dido num dos intermedi de Monteverdi e como Aurora na ópera "Mercurio e Marte". Monteverdi declarou que Caccini cantou as suas árias com "uma graça super-humana e uma voz angélica".
Sobreviveram oito composições de Caccini, todas elas acompanhadas da monódia italiana. São peças musicais com melodias expressivas, normalmente interpretadas por cantores a solo com um acompanhamento basso continuo, perfeitas para serem cantadas por ela própria. Eram um estilo muito popular na altura. Algumas das suas árias estão actualmente publicadas como árias para piano, como acontece no livro 4 Árias. A sua peça mais famosa foi publicada como uma ária de três linhas denominada de Gia sperai non spero hor piu que foi publicada no século XVII, numa colecção sobre a história da música.
"Core di questo core","Cantan gl'augelli" e "Due luce ridenti", são algumas das peças que Settimia compôs para soprano e basso continuo e que podem ser escutadas no disco I Canti di Euterpe.

## Obras
- Adieu de l'âme du Roy de France et de Navarre Henry le Grand à la Royne, avec la défence des Pères Jésuites / par la damoiselle de G.
- L'ombre de la damoiselle de Gournay (1626, 1634 and 1641)
- Les advis ou Les présens de la demoiselle de Gournay (1634)
- Les essais de Michel seigneur de Montaigne : nouvelle édition exactement purgée des défauts des precedentes, selon le vray original, et enrichie & augmentée aux marges du nom des autheurs qui y sont citez, & de la version de leurs passages, avec des observations très importantes & necessaires pour le soulagement du lecteur, ensemble la vie de l'auteur, & deux tables, l'une des chapitres, & l'autre des principales matières, de beaucoup plus ample & plus utile que celles des dernieres éditions / [Henri Estienne] ; [Marie de Jars de Gournay]
- O primeiro volume de suas obras completas (1641) foi publicado em 1997 pela Rodopi